# Frédéric Villot
Marie-Joseph Frédéric Villot (Lieja, 1809 - París, 1875) fou un gravador francès, amic del destacat pintor romàntic Eugène Delacroix, també va ser un historiador de l'art, treballant com a restaurador del Museu del Louvre de 1848 a 1861.